# Instituto Tecnológico de Bahía de Banderas
El Instituto Tecnológico de Bahía de Banderas (ITBB), es una institución pública de educación superior localizada en La Cruz de Huanacaxtle perteneciente al municipio de Bahía de Banderas en el estado de Nayarit, México.
El ITBB cuenta con 4 programas educativos para la formación de los jóvenes de la región: Administración, Turismo, Ingeniería Ambiental y Biología.  Forma parte del Tecnológico Nacional de México (TecNM), de la Secretaría de Educación Pública de México([http://www.sep.gob.mx/ SEP).  El 26 de agosto de 1996 inició sus actividades como Extensión del Instituto Tecnológico del Mar n.º 2 de Mazatlán, Sinaloa, adscrito a la Dirección General de Educación en Ciencia y Tecnología del Mar, dependiente de la entonces Subsecretaría de Educación e Investigación Tecnológica en la Secretaría de Educación Pública. El 24 de octubre del 2005 sufre un cambio organizacional donde se inician actividades como Instituto Tecnológico de Bahía de Banderas.

## Historia
TECNOLÓGICO NACIONAL DE MÉXICO
El 23 de julio de 2014 fue publicado, en el Diario Oficial de la Federación, el Decreto Presidencial por el que se crea la institución de educación superior tecnológica más grande de nuestro país, el Tecnológico Nacional de México (TecNM). De acuerdo con el Decreto citado, el TecNM se funda como un órgano desconcentrado de la Secretaría de Educación Pública, que sustituye a la unidad administrativa que se hacía cargo de coordinar este importante subsistema de educación superior.
El Tecnológico Nacional de México está constituido por 266 instituciones, de las cuales 126 son Institutos Tecnológicos federales, 134 Institutos Tecnológicos Descentralizados, cuatro Centros Regionales de Optimización y Desarrollo de Equipo (CRODE), un Centro Interdisciplinario de Investigación y Docencia en Educación Técnica (CIIDET) y un Centro Nacional de Investigación y Desarrollo Tecnológico (CENIDET). En estas instituciones, el TecNM atiende a una población escolar de 521,105 estudiantes en licenciatura y posgrado en todo el territorio nacional, incluido el Distrito Federal.
El Contexto en Bahía de Banderas
Se construye el Fideicomiso de Bahía de Banderas en 1970, para el desarrollo de un gran destino "Bahía Banderas" se comercializan más de cinco mil ciento sesenta y dos hectáreas ejidales, significando base para desarrollos turísticos con inversión nacional y extranjera, en la región. Durante las siguientes tres décadas se establecen en la zona costera de la bahía alrededor de 96 hoteles con más de 7,000 cuartos que ofertan servicios de gran turismo hasta turismo convencional, de igual manera la industria restaurantera consolida, así como agencias de viajes y prestadores de servicios turísticos. El destino se coloca en un centro de torneos internacionales de golf, de pesca deportiva, de velerismo y actividades ecoturísticas, superando las expectativas del turismo tradicional y alternativo.
La dinámica anterior, genera innumerables fuentes de empleo, diferentes a las actividades tradicionales tales como la agricultura y la pesca. Se generan situaciones nuevas asociadas al desarrollo turístico, como la concentración en el cambio drástico del uso del suelo, modificando con ello la naturaleza de la región y la sociedad.
La Iniciativa
El Ing. Luís Carlos Tapia Pérez, Director del Centro de Estudios Tecnológicos del Mar n.º 6 en La Cruz Huanacaxtle, Nay., preocupado por atender estos cambios de vida y de la naturaleza en la región, realiza esfuerzos exhaustivos para gestionar ante el Gobierno de Estado de Nayarit y la Dirección General Ciencia y Tecnología del Mar de la SEP., la autorización para la creación del plantel de Nivel Superior para la formación de recursos humanos que requería el sector turístico y de servicios conexos.
Los Resultados
El Instituto Tecnológico de Bahía de Banderas, inicia sus actividades en agosto de 1993 como una extensión del ITMAR NO.2 de Mazatlán, Sinaloa; para atender la demanda de educación superior que existía en la región: aprovechado la infraestructura física y planta docente del CETMAR n.º 6 de L a Cruz de Huanacaxtle, Nayarit.
En 1993 se oferta la Licenciatura en Administración opción Empresas Turísticas, en agosto de 1994 Licenciatura en Biología y en agosto de 1995 la de Técnico Superior en Buceo Deportivo y Recreativo.
La construcción del plantel se inició el 4 de noviembre de 1997 y a la fecha se han concluido tres etapas está por concluirse la 4.ª etapa:
1. Se realizó de noviembre de 1997 a febrero de 1998. Incluye un edificio de dos plantas con 5 aulas cada uno, un laboratorio de usos múltiples 7 anexos, sanitarios y escalera, además el pórtico y andador.
2. Se realizó de octubre de 1998 a enero de 1999, se construyeron 10 aulas.
3. Se realizó de enero a julio del 2002, comprende la construcción de 3 laboratorios de Biología (Hidrobiología, Acuacultura y Ciencias del Mar).
4. Inicio en noviembre de 2004, comprende la construcción de una subestación eléctrica y el edificio administrativo. La subestación eléctrica esta lista para operar y el edificio administrativo.

Actualmente laboran 63 trabajadores; 45 catedráticos quienes realizan proyectos de investigación, actividades de vinculación. El 31% del personal docente posee estudios de maestría y el 6% estudios doctorado y el resto estudios de licenciatura. Por lo que se refiere a la carrera de Técnico Superior el 100% del personal contratado cubre el perfil requerido, ostentan certificaciones internacionales como instructores de reconocidas agencias de buceo. Nuestro personal de apoyo y asistencia a la educación está integrado por 16 trabajadores (SSI, PADI, NAVI).
La Reestructuración

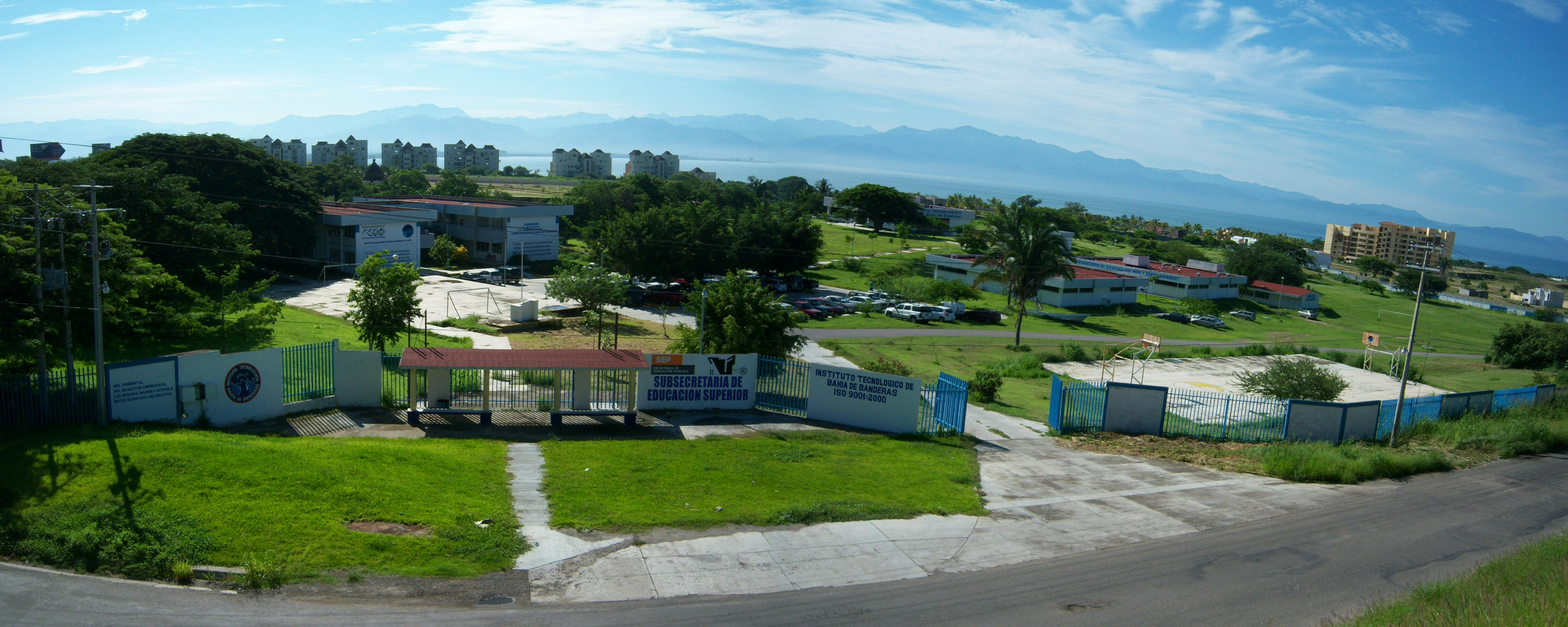

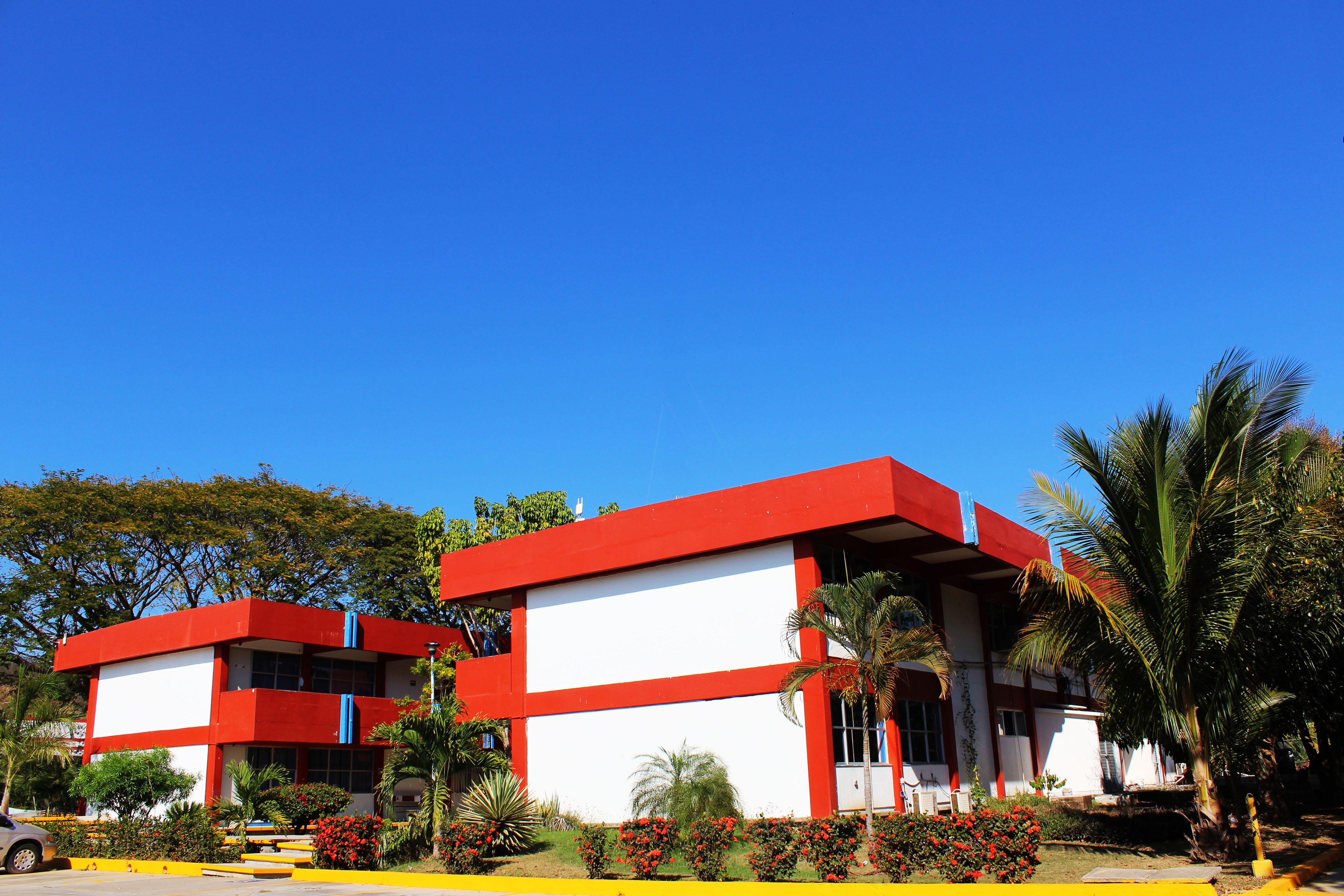
El Edificio más emblemático del tecnológico.

A partir del 21 de enero de 2005 en base al Diario Oficial de la Federación, el Instituto Tecnológico del Mar n.º 6, pasó a formar parte de 215 Instituciones de la Dirección General de Educación Superior Tecnológica. Con un nuevo nombre y una nueva identidad el Instituto de Tecnológico de Bahía Banderas inicia actividades el 24 de octubre de 2005.

## Carreras a nivel licenciatura
Las carreras que ofrece el Instituto Tecnológico de Bahía de Banderas son:
- Licenciatura en Administración (a distancia y escolarizada)
- Licenciatura en Biología (escolarizada)
- Licenciatura en Informática (escolarizada)
- Licenciatura en Turismo de Naturaleza y Aventura (escolarizada)
- Ingeniería Ambiental (escolarizada)

## Escudo

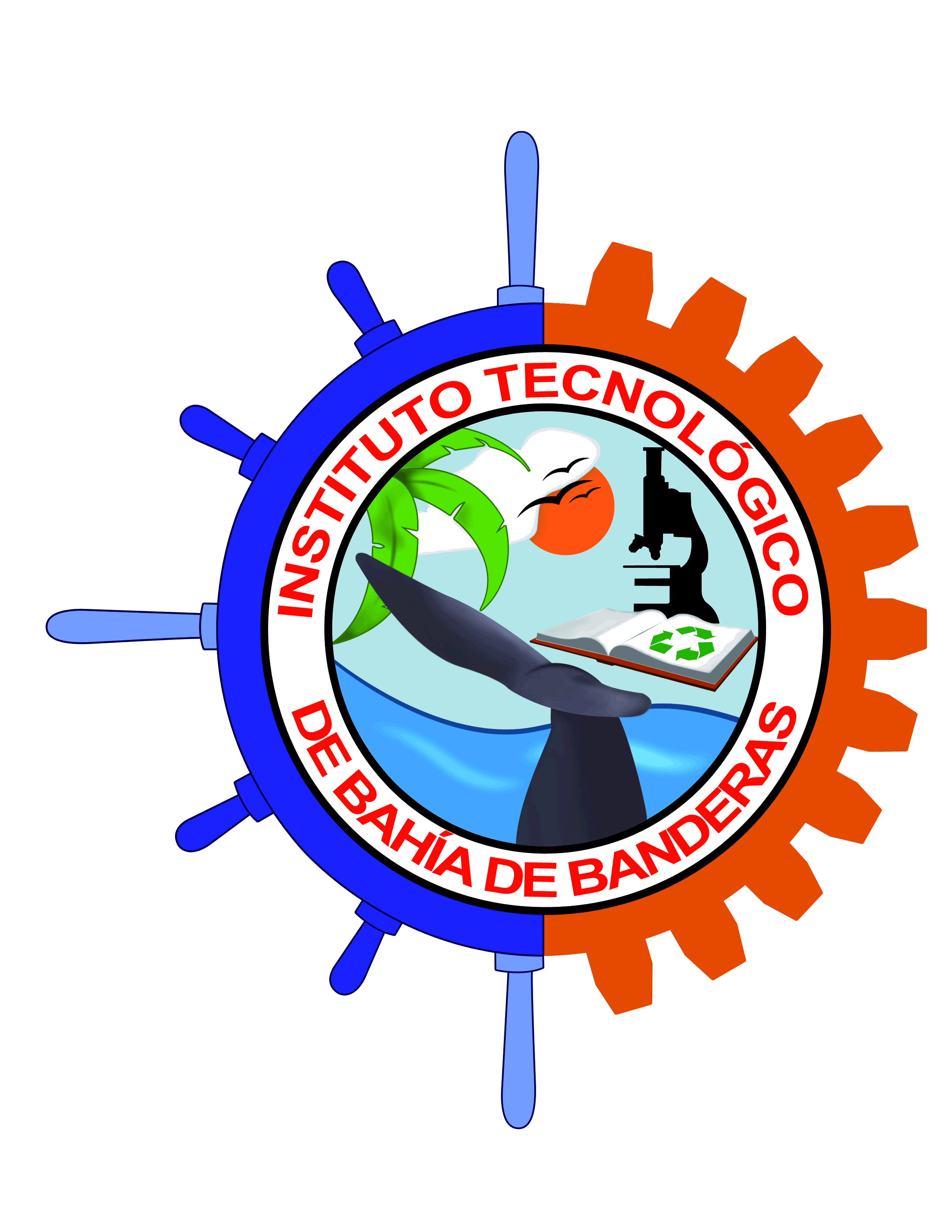
Escudo Nuevo del Instituto Tecnológico de Bahía de Banderas.

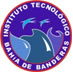
Escudo Anterior del Instituto Tecnológico de Bahía de Banderas.

El simbolismo del escudo del Instituto Tecnológico de Bahía de Banderas es una representación emblemática de lo que somos, de lo que fuimos y de lo que aspiramos a llegar a ser. La heráldica de nuestro escudo nos guiará para construir el significado de nuestro linaje institucional, como herencia hacia la gente de la Bahía de Banderas, de Nayarit y de México.
Por el Flanco Izquierdo: la memoria histórica nos describe el timón que nos gobierna y que da dirección a nuestro origen: El Mar de oportunidades y la Tierra Fértil como fuente de vida, y la Biología como estudio de vida. El timón nos mantiene a flote y nos fija el rumbo hacia un destino construido con nuestro pasado, porque un pueblo sin memoria, es un pueblo sin futuro. El timón nos describe que fuimos Instituto Tecnológico del Mar y que lo seguimos siendo, porque en la Bahía de Banderas existen las condiciones para llegar a ser, para trascender.
Por el Flanco Derecho: visionamos nuestro futuro. El engrane en nuestro escudo nos une al Sistema Nacional de Institutos Tecnológicos, girando en torno al eje de la educación y en la dirección del progreso: Siempre hacia adelante, impulsado por nuestra historia diaria. El timón y el engrane unidos en mar y tierra para proyectar una misión: Ofertar servicios educativos de calidad: Para mantener el medio ambiente, para generar conocimiento, para generar tecnología, para construir riqueza.
En el Centro, lo que somos: El mar que busca la tierra fértil, el sol que alimenta a las palmeras, a las ballenas, a las aves…, al medio ambiente representado por las nubes, a nosotros que tenemos la obligación de aprovechar toda su energía sustentablemente. El microscopio como herramienta para hacer perceptible lo que no es a simple vista. Para descubrir y corregir nuestros errores, para alimentar nuestra aspiración a lo desconocido, a construir conocimiento nuevo.
También en el centro de nuestra heráldica llevamos grabado en el corazón el símbolo del libro, unido al microscopio, como aspiración a inventariar nuestra producción docente. El libro que también registrará nuestra memoria histórica, sellado con el símbolo verde de la renovación, del reciclaje, donde cada flecha representa un paso, en un proceso de tres, completando el circuito de reciclado: La primera flecha es el paso de recolección. La segunda flecha es el proceso en el cual las materias reciclables se convierten en nuevos productos; y la tercera flecha para utilizar productos hechos con materiales reciclados.
En nuestro escudo resaltan tres símbolos que actualmente definen nuestra oferta educativa: El Mar para la Licenciatura en Biología, con especialidad en Biología Marina y Sistemas de Producción Acuícola, así como la Carrera de Técnico Superior en Buceo Deportivo y Recreativo; La Palmera y la Ballena como atractivos turísticos para la Licenciatura en Administración de Empresas Turísticas, así como el engrane y el símbolo de reciclado para la Carrera de Ingeniería Ambiental.
Según los psicólogos demuestran que todo hombre posee una escala de colores propia y que en ellos puede expresar su humor, su propio temperamento, su imaginación y sus sentimientos. Está también demostrado que el hombre a su vez es influido por los colores en todo su estado, por ello el escudo del Instituto Tecnológico de Bahía Banderas, se fundamenta en lo siguiente:
Blanco.- Es la luz que se difunde en la sociedad. Expresa la idea de: INOCENCIA, PAZ,  DIVINIDAD, ESTABILIDAD ABSOLUTA, CALMA, ARMONÍA que requiere nuestra institución proyectar de una manera intrapersonal, interpersonal y en su dimensión social plasmada en el Modelo Educativo.
Azul.- Es un color reservado y que parece que se aleja, significa: CONFIANZA, RESERVA, ARMONÍA, AFECTO, AMISTAD, FIDELIDAD, AMOR, la base del Modelo Educativo del Instituto Tecnológico de Bahía de Banderas para ampliar su oferta educativa y lograr su posicionamiento con sus programas vigentes que además representan la actividad en el inmenso Océano Pacífico en consonancia con el compromiso de nuestra sociedad nayarita.
Naranja.- Es el color del fuego flameante, ha sido escogido como señal de precaución. Representa en nuestro emblema el REGOCIJO, CELEBRACIÓN, PLACER, AURORA, PRESENCIA DE SOL de la producción del color de la tierra de oportunidades.
Verde.- Reservado y esplendoroso. Es el resultado del acorde armónico entre el cielo -azul- y el Sol -amarillo- . Es el color de la ESPERANZA y significa: NATURALEZA, JUVENTUD, DESEO, DESCANSO, EQUILIBRIO para lograr los objetivos y metas planteados en retos.
Gris.- Es el color que iguala todas las cosas y que deja a cada color sus características propias sin influir en ellas, puede expresar: el color de los mamíferos marinos que significan el equilibrio de nuestros mares.
La descripción anterior forma parte de la pertinencia que cada uno de los integrantes de la familia del Instituto Tecnológico de Bahía de Banderas expresa como parte de su imagen institucional.
Obtenido de la reseña oficial.

## Lema
“CON LEALTAD A MÉXICO, TRASCENDER LA TECNOLOGÍA”
En la sociedad en que vivimos, valoramos y somos valorados. Valoramos las acciones de los otros, valoramos a las personas de nuestro entorno y valoramos a la institución o empresa a la que pertenecemos; simultáneamente, los otros valoran nuestras acciones y valoran nuestra persona, nuestra trayectoria, nuestra historia.
Atribuimos un valor a una acción cuando afirmamos que es buena, atribuimos un valor a una persona cuando decimos que es bella, que es honesta; atribuimos un valor a una institución cuando afirmamos que es competitiva y útil.
Un valor es, pues, una cualidad, una propiedad o una característica que, atribuida a acciones, actitudes de las personas, trayectoria de instituciones o empresas, justifica una actitud positiva y que naturalmente la gente manifiesta preferencia hacia ellos.
Por ello, en el INSTITUTO TECNOLÓGICO DE BAHÍA DE BANDERAS y de acuerdo a su Misión y Visión, el Valor que debemos cultivar para que se nos reconozca como una Institución útil y competitiva es la
LEALTAD
La LEALTAD es una obligación de fidelidad que un sujeto o ciudadano le debe a su Estado, a su País, a su familia y a su Institución.
La LEALTAD es una virtud consistente en el cumplimiento de lo que exigen las normas de fidelidad, honor y gratitud.
TRASCENDER
El verbo infinitivo es la acción, es el movimiento, y en él está su significado: TRASCENDER es estar o “ir más allá de algo”, es traspasar los límites de la experiencia posible. La trascendencia se refiere a ir más allá de algún límite. Generalmente el límite es el espacio-tiempo, lo que solemos considerar como mundo o universo físico. TRASCENDER es ir siempre en busca de la Visión.
Ser TRASCENDENTE adquiere entonces un carácter de finalidad que ha de cumplirse como "lo más importante", "lo esencial", por lo que se convierte en el fundamento de la acción y el sentido de todo lo que se hace.
TRASCENDER, entonces adquiere el sentido de ir allende lo que es natural al conocimiento para hacerlo útil, para generar
TECNOLOGÍA
TECNOLOGÍA es el conjunto de conocimientos técnicos, ordenados científicamente, que permiten construir objetos y máquinas para adaptar el medio y satisfacer las necesidades de las personas. Tecnología es la aplicación del conocimiento. Es una palabra de origen griego, τεχνολογία, formada por téchnē (τέχνη, "arte, técnica u oficio") y logia (λογία), el estudio de algo. Cuando se lo escribe con mayúscula, tecnología puede referirse tanto a la disciplina teórica que estudia los saberes comunes a todas las tecnologías, como a educación tecnológica, la disciplina escolar abocada a la familiarización con las tecnologías más importantes.
La actividad tecnológica influye en el progreso social y económico, pero también ha producido el deterioro de nuestro entorno. Las tecnologías pueden ser usadas para proteger el medio ambiente y para evitar que las crecientes necesidades provoquen un agotamiento o degradación de los recursos materiales y energéticos de nuestro planeta.
Entonces, en el INSTITUTO TECNOLÓGICO DE BAHÍA DE BANDERAS, nuestro Lema nos orienta a ser fieles a México, a nuestra familia y a nuestra Institución y a promover la aplicación del conocimiento para generar tecnología, tendiente a satisfacer las necesidades de la sociedad mexicana, preservando el medio ambiente.

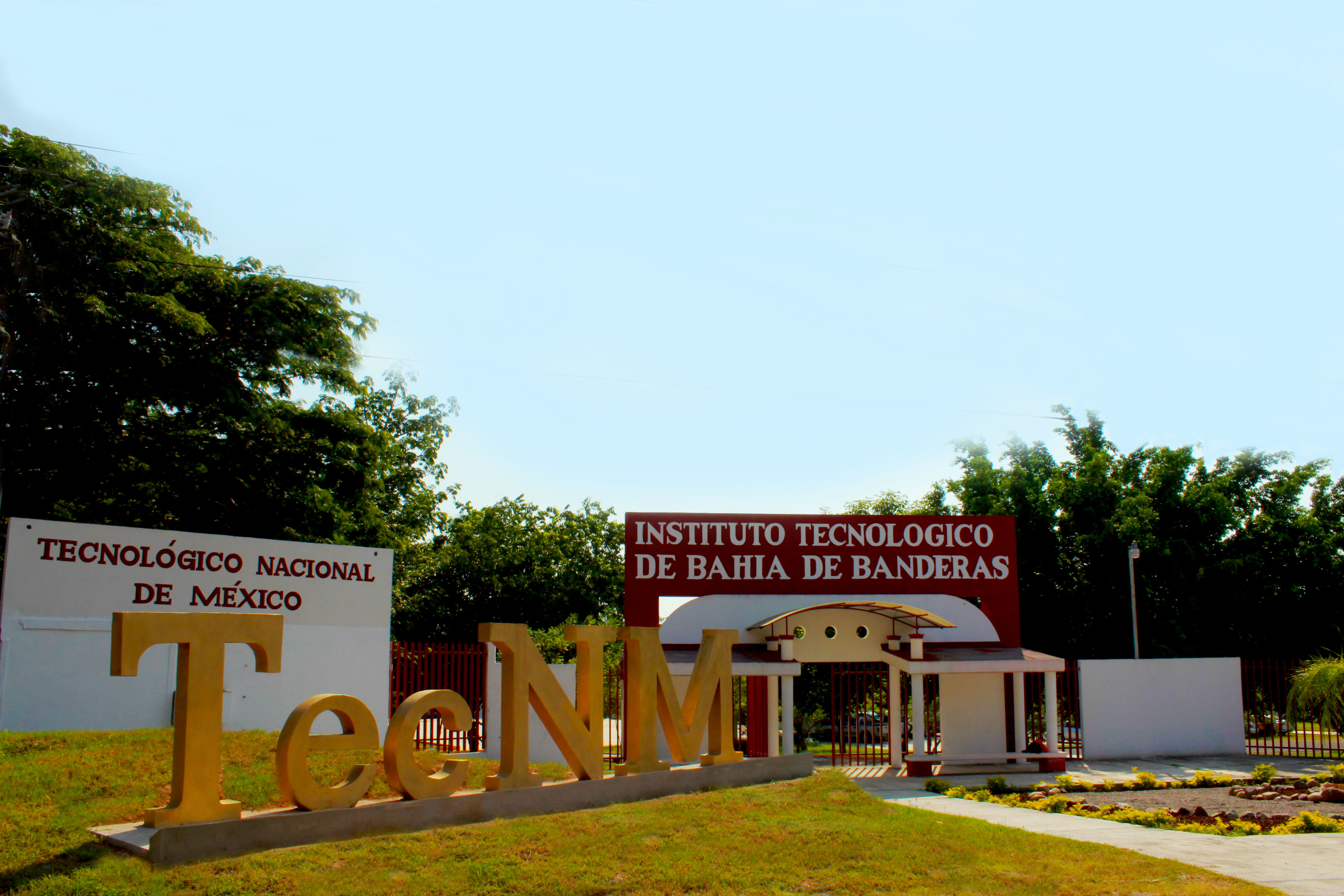
Somos orgullosamente Tecnológico Nacional de México

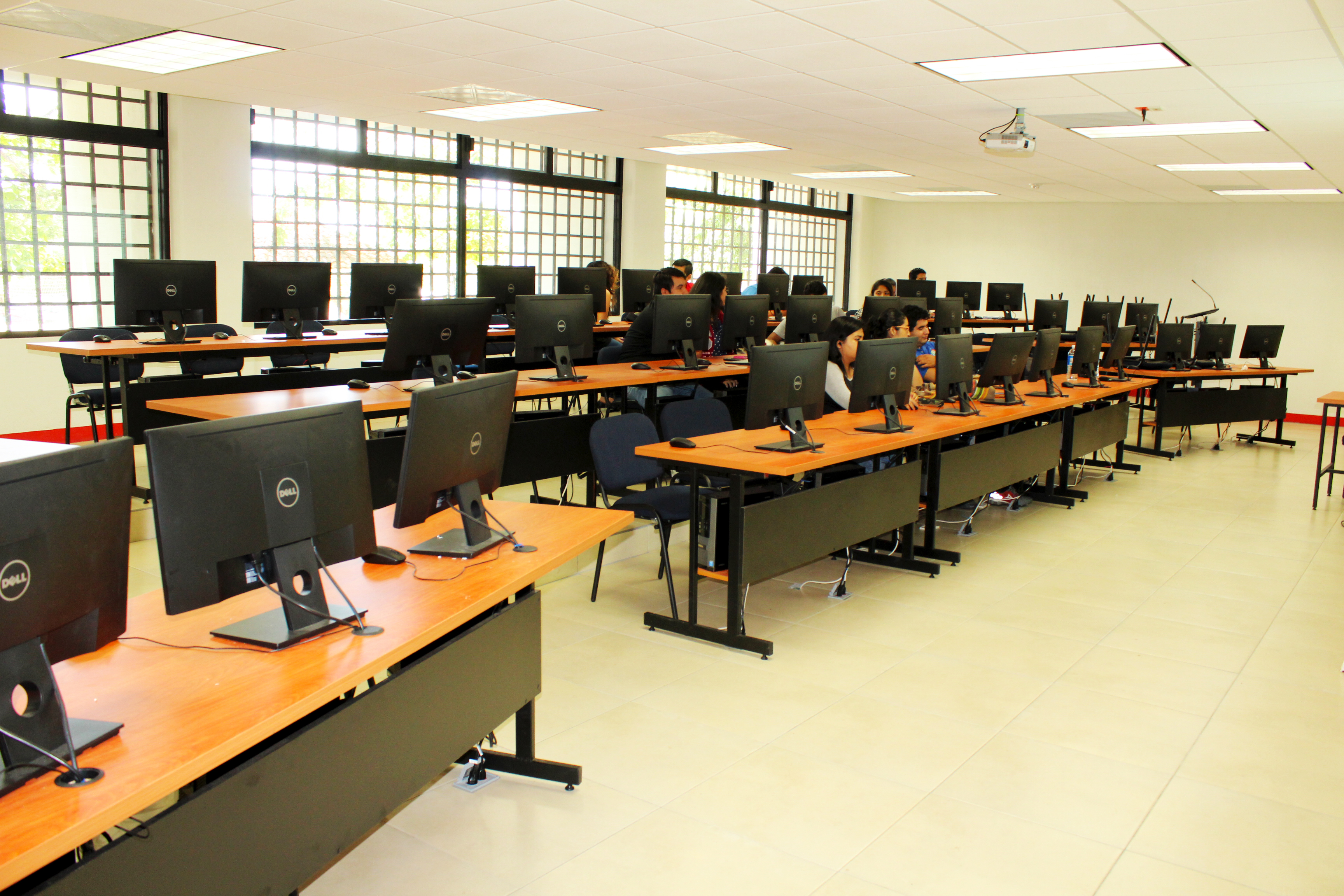

Obtenido de la reseña oficial.

## Galería

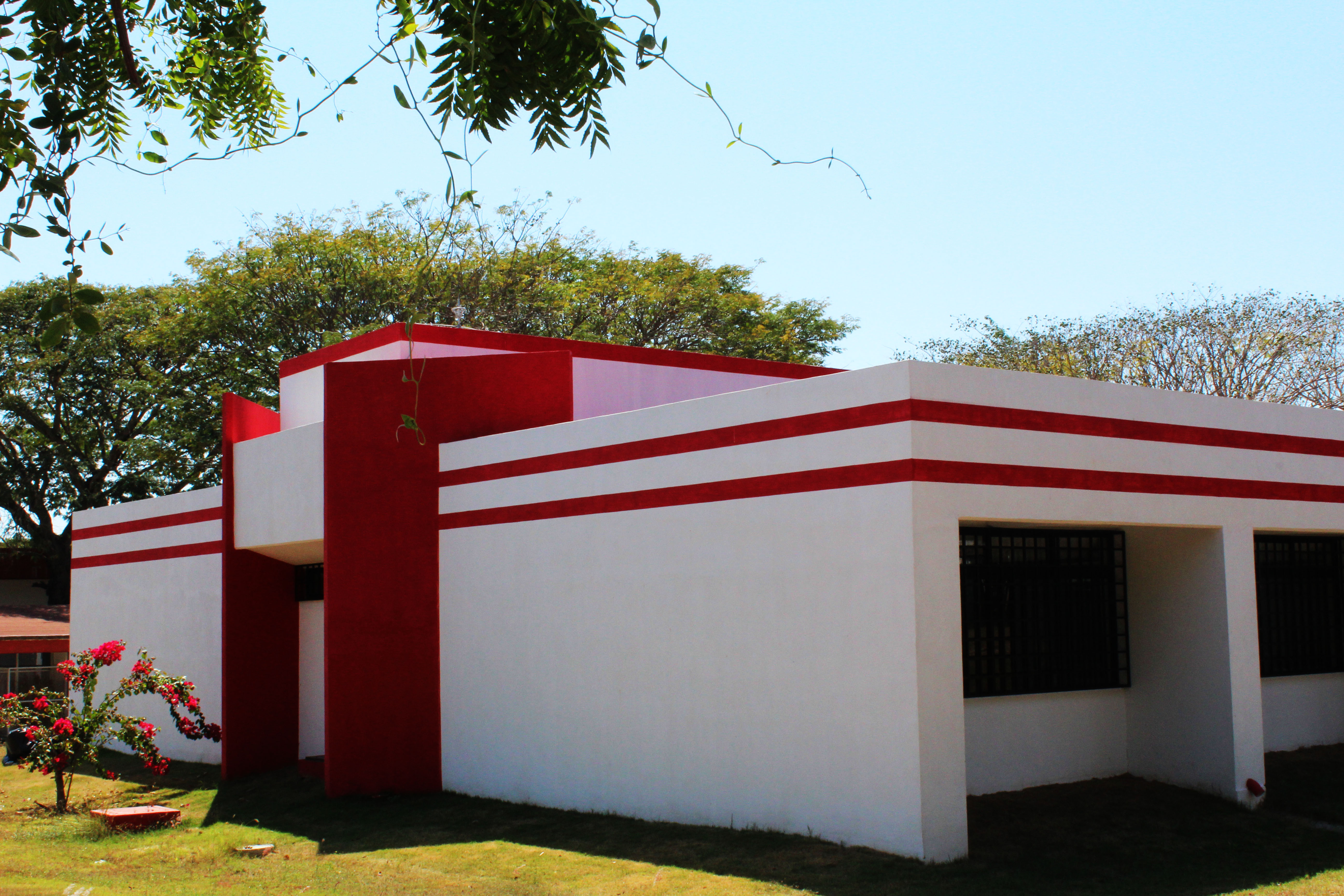
Edificio de docencia 1
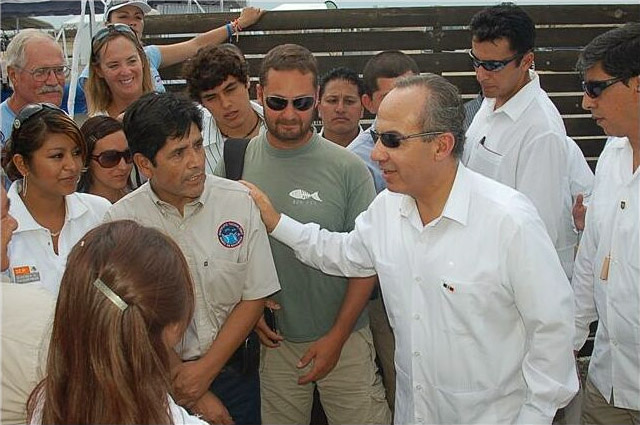
Visita del presidente Felipe Calderón

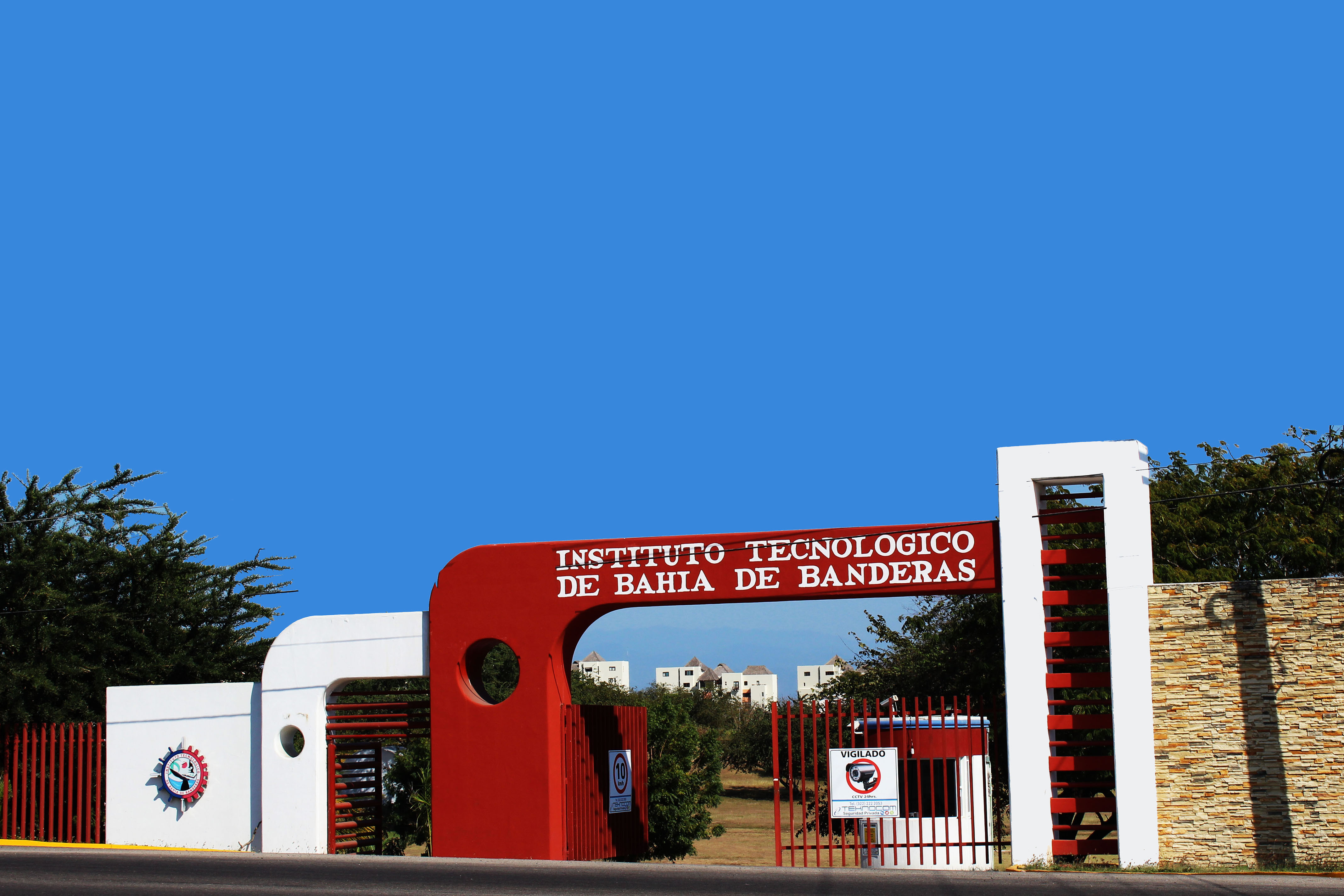
Entrada vehicular, carretera La Cruz de Huanacaxtle-Punta de Mita, Nayarit